# Discographie de Michel Sardou
La discographie de Michel Sardou comprend l'ensemble des disques qu'il a réalisés durant sa carrière. Elle se compose de 26 albums studio sortis entre 1970 et 2017, 21 albums live entre 1971 et 2024, plus de 20 compilations officielles et plus de 70 singles et 45 tours.
Son premier 45 tours, intitulé Le Madras, paraît en 1965 chez Barclay Records. Après une série de 45 tours qui peinent à trouver leur public, Eddie Barclay résilie le contrat de Michel Sardou en 1969, date à laquelle il rejoint le label Tréma fondé par ses amis Régis Talar et Jacques Revaux dans le but de poursuivre la production de ses disques. Son premier album studio, J'habite en France, sort en 1970. Dans les années 1970, il s'impose comme l'un des chanteurs les plus populaires de France, treize de ses singles atteignant la première place du hit-parade et quatre de ses albums dépassant le million d'exemplaires vendus : La Maladie d'amour (1973), La Vieille (1976), La Java de Broadway (1977) et Je vole (1978).
Les années 1980, qui voient l'album Les Lacs du Connemara (1981) devenir son plus grand succès commercial, constituent aussi sa période la plus prolifique avec la parution de neuf albums studio. Ses ventes restent importantes jusqu'à la fin des années 1990. En 2004, l'album Du plaisir certifié disque de diamant lui permet à nouveau de dépasser le million de ventes. Après une activité discographique ralentie depuis une dizaine d'années, Le Choix du fou (2017) est annoncé comme le dernier album de sa carrière.
Sardou publie également de nombreux albums live, presque chacune de ses tournées ayant été suivie de la parution d'un album de concert depuis 1971. Sa discographie est marquée par les collaborations importantes de Jacques Revaux, Pierre Delanoë, Pierre Billon, Didier Barbelivien ou encore Jacques Veneruso, notamment sur le plan des compositions, bien qu'il participe pleinement à l'écriture de la plupart de ses chansons. Les ventes totales de Michel Sardou sont estimées à plus de 100 millions d'exemplaires.

## Discographie

### Albums studios
Jusqu'aux années 1990, la plupart des albums de Michel Sardou ne portent aucun titre. Afin de les différencier, le titre de la première chanson de l'album ou le titre du premier single est souvent utilisé. De ce fait, les surnoms des albums peuvent parfois différer d'une source à l'autre.

### Participations
- 1980 : Les Misérables
- 1989 : Pour toi Arménie, chanson caritative de Charles Aznavour
- 2000 : Happy Birthday Live - Parc de Sceaux 15.06.2000 (album live resté inédit jusqu'en 2020), en duo avec Johnny Hallyday sur Quelque chose de Tennessee
- 2004 : Frenchy Tour album live d'Eddy Mitchell, ils chantent en duo Sur la route de Memphis

### Compilations
- 1979 : Petit/Les Ricains
- 1980 : 20 chansons d'or
- 1984 : 20 chansons d'or, volume 2
- 1984 : Sardou, ses plus grandes chansons
- 1986 : Sardou, ses plus grandes chansons (volume 2)
- 1988 : Regards
- 1989 : Les Grandes Chansons
- 1989 : Intégrale 1989
- 1993 : Les Années Barclay
- 1994 : Intégrale 1966 - 1994
- 1995 : Intégrale 1965 - 1995
- 1996 : Les Grands Moments
- 2000 : Raconte une histoire (enregistrements originaux des premières chansons parues chez Barclay de 1965 à 1967)
- 2003 : MS
- 2004 : Anthologie
- 2005 : Michel Sardou
- 2007 : L'Intégrale Sardou
- 2007 : Les 100 plus belles chansons
- 2008 : Les 50 plus belles chansons (réédition avec une autre photo)
- 2009 : Les N°1 de Michel Sardou
- 2009 : Master Series
- 2009 : Master Series, volume 2
- 2012 : Les Grands Moments
- 2014 : Michel Sardou - La Collection officielle
- 2017 : Les Géants de la chanson - La Collection officielle
- 2017 : Mes premières et mes dernières danses - Intégrale des enregistrements studio 1965 - 2012
- 2021 : Michel Sardou le concert de sa vie[3]
- 2022 : Millésimes (intégrale incluant 9 titres inédits)

### Maxi 45 tours
- 1983 : Vartan Sardou

### Singles
Note : figurent en gras les singles ayant dépassé les 500 000 exemplaires certifiés.

#### Barclay(1965-1968)
| Année                                                               | Face A                                       | Face B                                          | Meilleur classement | Album               |
| Année                                                               | Face A                                       | Face B                                          | FRA                 | Album               |
| ------------------------------------------------------------------- | -------------------------------------------- | ----------------------------------------------- | ------------------- | ------------------- |
| 1965                                                                | Le Madras / Je n'ai jamais su dire           | Les Arlequins / Il pleut sur ma vie             | —                   | single uniquement   |
| 1966                                                                | Les Filles d'aujourd'hui / Dis, Marie        | Les Beatnicks / Si je parle beaucoup            | —                   | single uniquement   |
| 1966                                                                | Mods & rockers / Raconte une histoire        | 200 jours / Le visage de l'année                | —                   | single uniquement   |
| 1967                                                                | Tu as changé / 100 000 universités           | Petit / Les fougères                            | —                   | Petit - Les Ricains |
| 1967                                                                | Les Ricains / Les moutons                    | Merci seigneur / Le train de la dernière chance | —                   | Petit - Les Ricains |
| 1968                                                                | Si j'avais un frère / Je ne t'ai pas trompée | God Save the King / Madame je                   | —                   | Petit - Les Ricains |
| 1968                                                                | Les Dessins / Le Centre du monde             | Nous n'aurons pas d'enfant / Folk Song Melody   | —                   | Petit - Les Ricains |
| « — » indique que le single n'est pas sorti ou classé dans le pays. |                                              |                                                 |                     |                     |

#### Philips/Tréma(1969-1972)
| Année                                                               | Face A               | Face B                          | Meilleur classement | Meilleur classement | Meilleur classement | Ventes certifiées | Album              |
| Année                                                               | Face A               | Face B                          | FRA                 | WAL                 | ROM                 | Ventes certifiées | Album              |
| ------------------------------------------------------------------- | -------------------- | ------------------------------- | ------------------- | ------------------- | ------------------- | ----------------- | ------------------ |
| 1969                                                                | América, américa     | Monsieur le Président de France | —                   | —                   | —                   | NC                | J'habite en France |
| 1970                                                                | Les Bals populaires  | Et mourir de plaisir            | 1                   | 13                  | —                   | - SNEP : 500 000  | J'habite en France |
| 1970                                                                | J’habite en France   | Restera-t-il encore ?           | 3                   | 13                  | —                   | - SNEP : 350 000  | J'habite en France |
| 1971                                                                | Je t’aime, je t’aime | La Corrida n’aura pas lieu      | 4                   | 8                   | —                   | - SNEP : 450 000  | single uniquement  |
| 1971                                                                | Le Rire du sergent   | Vive la mariée                  | 1                   | 6                   | 8                   | - SNEP : 900 000  | single uniquement  |
| 1972                                                                | Avec l’amour         | Bonsoir Clara                   | 3                   | 23                  | 3                   | - SNEP : 450 000  | Danton             |
| 1972                                                                | La Chanson d’adieu   | Le Surveillant général          | 7                   | 19                  | 7                   | - SNEP : 250 000  | Danton             |
| 1972                                                                | Un enfant            | Les Gens du show-business       | 9                   | 7                   | —                   | - SNEP : 200 000  | Danton             |
| « — » indique que le single n'est pas sorti ou classé dans le pays. |                      |                                 |                     |                     |                     |                   |                    |

#### Tréma(1973-2000)
| Année                                                               | Face A                                                      | Face B                                     | Meilleur classement | Meilleur classement | Meilleur classement | Meilleur classement | Meilleur classement | Ventes certifiées  | Certifications   | Album                 |
| Année                                                               | Face A                                                      | Face B                                     | FRA ,               | WAL                 | FLA                 | P-B                 | ROM                 | Ventes certifiées  | Certifications   | Album                 |
| ------------------------------------------------------------------- | ----------------------------------------------------------- | ------------------------------------------ | ------------------- | ------------------- | ------------------- | ------------------- | ------------------- | ------------------ | ---------------- | --------------------- |
| 1973                                                                | La Maladie d'amour                                          | Le Curé                                    | 1                   | 1                   | —                   | —                   | 8                   | - SNEP : 1 000 000 | - SNEP : Or      | La Maladie d'amour    |
| 1973                                                                | Les Vieux Mariés                                            | Zombi Dupont                               | 1                   | 2                   | —                   | —                   | —                   | - SNEP : 700 000   |                  | La Maladie d'amour    |
| 1973                                                                | La Marche en avant                                          | Les Villes de solitude                     | 6                   | 25                  | —                   | —                   | —                   | - SNEP : 150 000   |                  | La Maladie d'amour    |
| 1974                                                                | Je veux l'épouser pour un soir                              | J'ai 2 000 ans                             | 2                   | 3                   | —                   | —                   | —                   | - SNEP : 300 000   |                  | single uniquement     |
| 1974                                                                | Une fille aux yeux clairs                                   | Le bon temps c'est quand ?                 | 2                   | 4                   | —                   | 26                  | —                   | - SNEP : 600 000   | - SNEP : Or      | single uniquement     |
| 1975                                                                | Un accident                                                 | Requin chagrin (en duo avec Mireille Darc) | 2                   | 2                   | —                   | —                   | —                   | - SNEP : 500 000   |                  | single uniquement     |
| 1975                                                                | Le France                                                   | Fais des chansons                          | 1                   | 4                   | —                   | —                   | —                   | - SNEP : 800 000   |                  | La Vieille            |
| 1976                                                                | Je vais t'aimer                                             | La Manif                                   | 1                   | 3                   | —                   | —                   | —                   | - SNEP : 600 000   | - SNEP : Or      | La Vieille            |
| 1976                                                                | La Vieille                                                  | J'accuse                                   | 2                   | 4                   | —                   | —                   | —                   | - SNEP : 400 000   |                  | La Vieille            |
| 1977                                                                | Le Temps des colonies                                       | Je vous ai bien eus                        | 4                   | 5                   | —                   | —                   | —                   | - SNEP : 200 000   |                  | La Vieille            |
| 1977                                                                | Dix ans plus tôt                                            | C'est ma vie                               | 2                   | 4                   | —                   | —                   | —                   | - SNEP : 1 000 000 | - SNEP : Or      | La Java de Broadway   |
| 1977                                                                | La Java de Broadway                                         | Seulement l'amour                          | 1                   | 1                   | —                   | —                   | 7                   | - SNEP : 800 000   | - SNEP : Or      | La Java de Broadway   |
| 1978                                                                | Comme d'habitude                                            | Manie, manie                               | 3                   | —                   | —                   | —                   | —                   | - SNEP : 300 000   |                  | La Java de Broadway   |
| 1978                                                                | En chantant                                                 | À des années d'ici                         | 1                   | —                   | —                   | —                   | —                   | - SNEP : 1 000 000 | - SNEP : Or      | Je vole               |
| 1978                                                                | Je vole                                                     | 8 jours à El Paso                          | 3                   | —                   | —                   | —                   | —                   | - SNEP : 400 000   | - SNEP : Or      | Je vole               |
| 1979                                                                | Déborah                                                     | Dans la même année                         | 2                   | —                   | —                   | —                   | —                   | - SNEP : 500 000   | - SNEP : Or      | single uniquement     |
| 1979                                                                | Verdun                                                      | Ils ont le pétrole, mais c'est tout        | 5                   | —                   | —                   | —                   | —                   | - SNEP : 400 000   |                  | Verdun                |
| 1980                                                                | Je ne suis pas mort, je dors                                | Carcassonne                                | 13                  | —                   | —                   | —                   | —                   | - SNEP : 150 000   |                  | Verdun                |
| 1980                                                                | K7                                                          | Si j'étais                                 | 7                   | —                   | —                   | —                   | —                   | - SNEP : 300 000   |                  | single uniquement     |
| 1980                                                                | La Génération Loving You                                    | Victoria                                   | 8                   | —                   | —                   | —                   | —                   | - SNEP : 250 000   |                  | Victoria              |
| 1981                                                                | Être une femme                                              | Le Mauvais Homme                           | 1                   | —                   | 26                  | —                   | —                   | - SNEP : 700 000   | - SNEP : Or      | Les Lacs du Connemara |
| 1981                                                                | Les Lacs du Connemara                                       | Je viens du sud                            | 1                   | —                   | 6                   | 9                   | —                   | - SNEP : 1 000 000 | - SNEP : Platine | Les Lacs du Connemara |
| 1982                                                                | Musica                                                      | Les mamans qui s'en vont                   | 5                   | —                   | —                   | —                   | —                   | - SNEP : 400 000   |                  | Les Lacs du Connemara |
| 1982                                                                | Afrique adieu                                               | Côté soleil                                | 3                   | —                   | —                   | —                   | —                   | - SNEP : 400 000   |                  | Il était là           |
| 1983                                                                | Les Années trente                                           | Il était là (Le Fauteuil)                  | 11                  | —                   | —                   | —                   | —                   | - SNEP : 200 000   |                  | Il était là           |
| 1983                                                                | La première fois qu'on s'aimera (en duo avec Sylvie Vartan) | L'Atlantique (en duo avec Sylvie Vartan)   | 6                   | —                   | —                   | —                   | —                   | - SNEP : 400 000   |                  | single uniquement     |
| 1983                                                                | Vladimir Ilitch                                             | À l'italienne                              | 10                  | —                   | —                   | —                   | —                   | - SNEP : 300 000   |                  | Vladimir Ilitch       |
| 1984                                                                | Si l'on revient moins riches                                | L'An mil                                   | 38                  | —                   | —                   | —                   | —                   | NC                 |                  | Vladimir Ilitch       |
| 1984                                                                | Les Deux Écoles                                             | Los Angélien                               | 8                   | —                   | —                   | —                   | —                   | - SNEP : 250 000   |                  | Io Domenico           |
| 1984                                                                | Délire d'amour                                              | Une femme ma fille                         | 10                  | —                   | —                   | —                   | —                   | - SNEP : 300 000   |                  | Io Domenico           |
| 1985                                                                | Io Domenico                                                 | La Débandade                               | 17                  | —                   | —                   | —                   | —                   | - SNEP : 100 000   |                  | Io Domenico           |
| 1985                                                                | Chanteur de jazz                                            | Exit Dylan                                 | 7                   | —                   | —                   | —                   | —                   | - SNEP : 300 000   | - SNEP : Argent  | Chanteur de jazz      |
| 1986                                                                | 1965                                                        | Mélodie pour Élodie                        | 31                  | —                   | —                   | —                   | —                   | NC                 |                  | Chanteur de jazz      |
| 1986                                                                | Musulmanes                                                  | Minuit moins dix                           | 5                   | —                   | —                   | —                   | —                   | - SNEP : 400 000   | - SNEP : Argent  | Musulmanes            |
| 1987                                                                | Tous les bateaux s'envolent                                 | Laisse-toi prendre                         | 8                   | —                   | —                   | —                   | —                   | - SNEP : 300 000   | - SNEP : Argent  | single uniquement     |
| 1988                                                                | La même eau qui coule                                       | Le Successeur                              | 5                   | —                   | —                   | —                   | —                   | - SNEP : 300 000   | - SNEP : Argent  | Le Successeur         |
| 1989                                                                | Attention les enfants... danger                             | Vincent                                    | 9                   | —                   | —                   | 60                  | —                   | - SNEP : 150 000   |                  | Le Successeur         |
| 1990                                                                | Marie-Jeanne                                                | L'Award                                    | 2                   | —                   | —                   | —                   | —                   | - SNEP : 150 000   |                  | Le Privilège          |
| 1990                                                                | Le Privilège                                                | Mam'selle Louisiane                        | 19                  | —                   | —                   | —                   | —                   | NC                 |                  | Le Privilège          |
| 1991                                                                | Le Vétéran                                                  | Parlons de toi, de moi                     | 35                  | —                   | —                   | —                   | —                   | NC                 |                  | Le Privilège          |
| 1992                                                                | Le Bac G                                                    | Tu ne sauras pas ce que tu veux            | 15                  | —                   | —                   | —                   | —                   | - SNEP : 30 000    |                  | Le Bac G              |
| 1992                                                                | Le Cinéma d'Audiard                                         | Le Grand réveil                            | 45                  | —                   | —                   | —                   | —                   | NC                 |                  | Le Bac G              |
| 2000                                                                | Cette chanson-là                                            | L'avenir c'est toujours pour demain        | 15                  | 21                  | —                   | —                   | —                   | NC                 |                  | Français              |
| « — » indique que le single n'est pas sorti ou classé dans le pays. |                                                             |                                            |                     |                     |                     |                     |                     |                    |                  |                       |

#### AZ(2004-2010)
| Année                                                               | Titre                                           | Meilleur classement | Meilleur classement | Meilleur classement | Ventes certifiées  | Certifications | Album       |
| Année                                                               | Titre                                           | FRA                 | WAL                 | SUI                 | Ventes certifiées  | Certifications | Album       |
| ------------------------------------------------------------------- | ----------------------------------------------- | ------------------- | ------------------- | ------------------- | ------------------ | -------------- | ----------- |
| 2004                                                                | Loin                                            | —                   | —                   | —                   | NC                 |                | Du plaisir  |
| 2004                                                                | La Rivière de notre enfance (en duo avec Garou) | 1                   | 1                   | 14                  | - : SNEP : 450 000 | - SNEP : Or    | Du plaisir  |
| 2005                                                                | Non merci                                       | —                   | —                   | —                   | NC                 |                | Du plaisir  |
| 2005                                                                | Je n'oublie pas                                 | —                   | —                   | —                   | NC                 |                | Du plaisir  |
| 2006                                                                | Beethoven                                       | —                   | —                   | —                   | NC                 |                | Hors format |
| 2006                                                                | Allons danser                                   | —                   | —                   | —                   | NC                 |                | Hors format |
| 2007                                                                | Valentine Day                                   | —                   | —                   | —                   | NC                 |                | Hors format |
| 2007                                                                | Concorde                                        | —                   | —                   | —                   | NC                 |                | Hors format |
| « — » indique que le single n'est pas sorti ou classé dans le pays. |                                                 |                     |                     |                     |                    |                |             |

#### Mercury(depuis2010)
| 2010                                                                | Être une femme 2010             | 195 | 14  | 7  | — | Être une femme 2010 |
| 2010                                                                | Et puis après                   | —   | —   | —  | — | Être une femme 2010 |
| 2010                                                                | Voler (en duo avec Céline Dion) | —   | —   | 48 | — | Être une femme 2010 |
| 2011                                                                | Elle vit toute seule            | —   | —   | —  | — | Être une femme 2010 |
| 2017                                                                | Le Figurant                     | —   | 40  | —  | — | Le Choix du fou     |
| 2017                                                                | San Lorenzo                     | —   | 130 | —  | — | Le Choix du fou     |
| « — » indique que le single n'est pas sorti ou classé dans le pays. |                                 |     |     |    |   |                     |

## Titres étrangers
Espagnol
- 1981 : Ciudad de soledad (Les Villes de solitude)
- 1981 : El Mal de amor (La Maladie d'amour)
- 1981 : Volver a vivir (Les Vieux Mariés)
- 1981 : Esa joven feliz (Une fille aux yeux clairs)
- 1981 : Yo te amaré (Je vais t'aimer)
- 1981 : A mi manera (Comme d'habitude)
- 1982 : Diez años ya (Dix ans plus tôt)
- 1981 : Cantando (En chantant)
- 1982 : Mi generación (La Génération Loving You)
- 1982 : Si yo fuera (Si j'étais)
- 1982 : La Otra mujer (L'Autre Femme)
- 1982 : Musica (Musica)
- 1982 : Vengo del sur (Je viens du sud)

Italien
- 1970 : I balli populari (Les Bals populaires)
- 1970 : Star' con te (Et mourir de plaisir)
- 1974 : L'Eterna malattia (La Maladie d'amour)

Anglais
- 1979 : It's not too late to start again (Les Vieux Mariés)
- 1979 : Last flight (Je vole)

## Vidéographie
On dénombre 19 clips vidéo dans la discographie de Michel Sardou.
- 1968 : Les Filles d'aujourd'hui
- 1970 : Les Bals populaires
- 1987 : Musulmanes
- 1988 : Tous les bateaux s'envolent
- 1988 : La même eau qui coule
- 1989 : Attention les enfants... danger
- 1990 : Marie-Jeanne
- 1990 : Le Privilège
- 1991 : Le Vétéran
- 1992 : Le Bac G
- 1992 : Le Cinéma d'Audiard
- 2000 : Cette chanson-là
- 2004 : Loin
- 2004 : Non merci
- 2004 : La Rivière de notre enfance
- 2006 : Beethoven
- 2007 : Allons danser
- 2010 : Être une femme 2010
- 2010 : Voler

## Meilleurs classements en France des albums studio et live
| Année | Titre                                      | Meilleur classement en France, | Certifications |
| ----- | ------------------------------------------ | ------------------------------ | -------------- |
| 1970  | J'habite en France                         | —                              | : Or           |
| 1971  | Olympia 71                                 | —                              | —              |
| 1972  | Danton                                     | —                              | —              |
| 1973  | La Maladie d'amour                         | —                              | : Or           |
| 1975  | Olympia 75                                 | —                              | : Or           |
| 1976  | La Vieille                                 | —                              | : Or           |
| 1976  | Olympia 76                                 | —                              | : Or           |
| 1977  | La Java de Broadway                        | —                              | : Or           |
| 1978  | Je vole                                    | —                              | : Or           |
| 1979  | Palais des congrès 78                      | —                              | : Or           |
| 1979  | Verdun                                     | —                              | —              |
| 1980  | Victoria                                   | —                              | —              |
| 1981  | Palais des congrès 81                      | —                              | : Or           |
| 1981  | Les Lacs du Connemara                      | —                              | : Platine      |
| 1982  | Il était là                                | —                              | —              |
| 1983  | Vivant 83                                  | —                              | : Or           |
| 1983  | Vladimir Ilitch                            | —                              | : Platine      |
| 1984  | Io Domenico                                | 1                              | : Platine      |
| 1985  | Concert 85                                 | —                              | : Or           |
| 1985  | Chanteur de jazz                           | 5                              | : Platine      |
| 1987  | Musulmanes                                 | 1                              | : Platine      |
| 1987  | Concert 87                                 | 8                              | : Or           |
| 1988  | Le Successeur                              | 2                              | : Platine      |
| 1989  | Bercy 89                                   | 5                              | : Or           |
| 1989  | Sardou 66                                  | 8                              | —              |
| 1990  | Le Privilège                               | 2                              | : 2 × Platine  |
| 1991  | Bercy 91                                   | 9                              | : 2 × Or       |
| 1992  | Le Bac G                                   | 1                              | : 2 × Platine  |
| 1993  | Bercy 93                                   | 4                              | : 2 × Or       |
| 1994  | Selon que vous serez, etc., etc.           | 1                              | : 2 × Platine  |
| 1995  | Olympia 95                                 | 3                              | : Platine      |
| 1997  | Salut                                      | 1                              | : 2 × Platine  |
| 1998  | Bercy 98                                   | 5                              | —              |
| 2000  | Français                                   | 1                              | : Platine      |
| 2001  | Bercy 2001                                 | 11                             | : Or           |
| 2004  | Du plaisir                                 | 1                              | : Diamant      |
| 2005  | Live 2005 au Palais des sports             | 9                              | : Or           |
| 2006  | Hors format                                | 1                              | : Platine      |
| 2008  | Zénith 2007                                | 46                             | —              |
| 2010  | Être une femme 2010                        | 2                              | : 3 × Platine  |
| 2011  | Confidences et retrouvailles - Live 2011   | 8                              | —              |
| 2013  | Live 2013 - Les Grands Moments à l'Olympia | 23                             | —              |
| 2017  | Le Choix du fou                            | 1                              | : 2 × Platine  |
| 2018  | La Dernière Danse                          | —                              | —              |